# Jean Felix

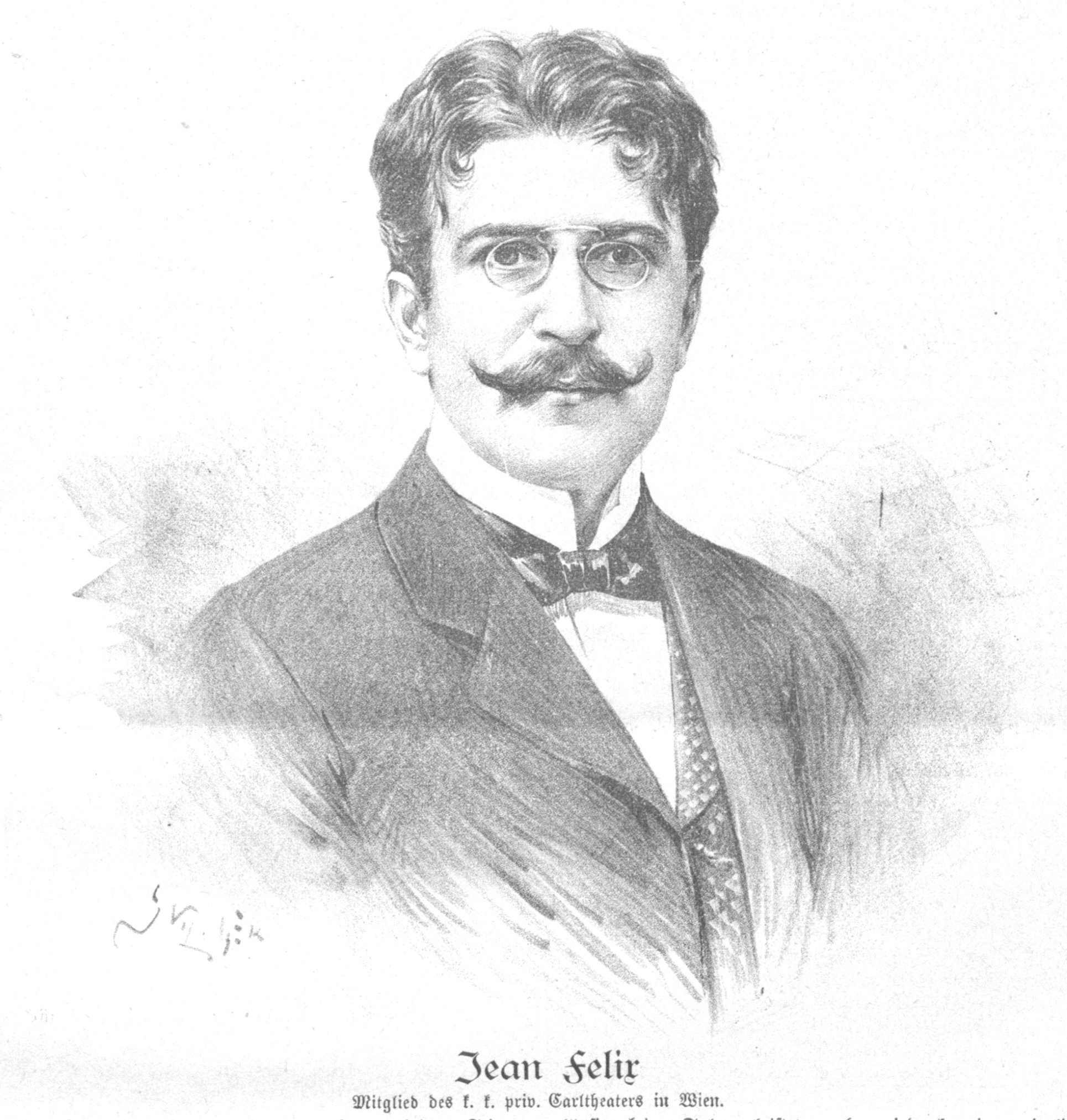
Jean Felix im Jahre 1898

Jean Felix, eigentlich Jean Markus Spiro, (um 1862 in Breslau – 5. April 1902 in Dresden) war ein Theaterschauspieler und Operettensänger (Tenor).

## Leben
Felix begann seine Bühnenlaufbahn als Operettensänger 1888 in Baden bei Wien, wirkte 1889 als Gast in Meran, kam 1891 nach Baden zurück, wurde 1892 für Brünn verpflichtet, wirkte 1893 und 1894 am Frankfurter Stadttheater und trat 1895 in den Verband des Theaters an der Wien, wo er drei Jahre höchst verdienstvoll sang und spielte.
1898 begab er sich nach Amerika, wo er in New York am Irving Place Theatre ganz außerordentliche Erfolge erzielte. Nachdem er 1899 am Carltheater und 1900 wieder am Theater an der Wien gewirkt hatte, nahm er 1901 Engagement am Residenztheater in Dresden. Dort erlag der junge Künstler im April 1902 einem Nervenfieber.
Kurz vor seinem Tode hatte er sich verpflichtet, mit einem deutschen Operettentheater eine Tournee durch die USA zu unternehmen. Felix war ein sehr sympathischer, gewandter, liebenswürdiger und begabter Operettensänger. Sein Spiel war maßvoll, seine Stimme wohlgeschult, dieselbe war beim hohen D ebenso klangvoll und ausgiebig wie in der Mittel- und tiefen Lage.
Felix, der sich des Ruf ernsten künstlerischen Strebens und lobenswerten Fleißes erfreute, gereichte jedem Operettenensemble zur Stützte und rief durch seine Leistungen stets den besten Eindruck hervor.
Aus seinem reichhaltigen Repertoire seien u. a. erwähnt: „Graf Marian“ in Lachtaube, „Botho“ in Waldmeister, „Tantini“ in Modell, „Paris“ in Schöne Helene, „Alfred“ und „Eisenstein“ in Fledermaus etc.